# Trogkofel
Der Trogkofel (auch Creta di Aip) ist ein Berg im karnischen Hauptkamm mit einer Höhe von 2280 m ü. A.

## Lage
Von den drei mächtigen „Kofeln“ (Gartnerkofel, Rosskofel und der Trogkofel), die im Wesentlichen die Bergwelt rund um das berühmte Skigebiet Nassfeld in der Karnischen Region bestimmen, ist der Trogkofel der höchste dieses Kofel-Terzettes.
Er ist Teil des karnischen Höhenwegs. Der südliche Teil des Berges befindet sich in Italien.